# Brummen (gemeente)
| Gemeentegrenzen Wijkgrenzen Buurtgrenzen Autosnelweg Secundaire weg Spoorweg |  |  | ██ Geselecteerde gemeente ██ Bebouwd gebied ██ Bos of park ██ Binnenwater, rivier of kanaal |

Brummen en omgeving

Brummen is een gemeente in de Nederlandse provincie Gelderland. De gemeente telt 21.282 inwoners (1 januari 2024, bron: CBS) en heeft een oppervlakte van 85,05 km² (waarvan 1,03 km² water). De hoofdplaats is Brummen, de grootste plaats wat betreft inwonertal is Eerbeek.

## Ligging
Het dorp Brummen is gelegen tussen Zutphen en Dieren, op korte afstand van de rivier de IJssel. Over de IJssel vaart een autoveer naar het stadje Bronkhorst. Het landelijk gebied van de gemeente Brummen strekt zich uit tot over het Apeldoorns Kanaal waar aan de oostrand van de Veluwe Eerbeek is gelegen, de grootste plaats van de gemeente. 's Zomers is er in dit bosrijke gebied veel (fiets)recreatie. Het karakter van gemeente Brummen wordt wel als deels Veluws, deels Achterhoeks beschreven.

### Topografie
Topografische gemeentekaart van Brummen, per september 2022. (klik op de kaart voor vergroting)

## Kernen
Broek, Brummen, Coldenhove, Cortenoever, Eerbeek, Empe, Hall, Leuvenheim, Oeken, Rhienderen, Tonden en Voorstonden.

## Foto's

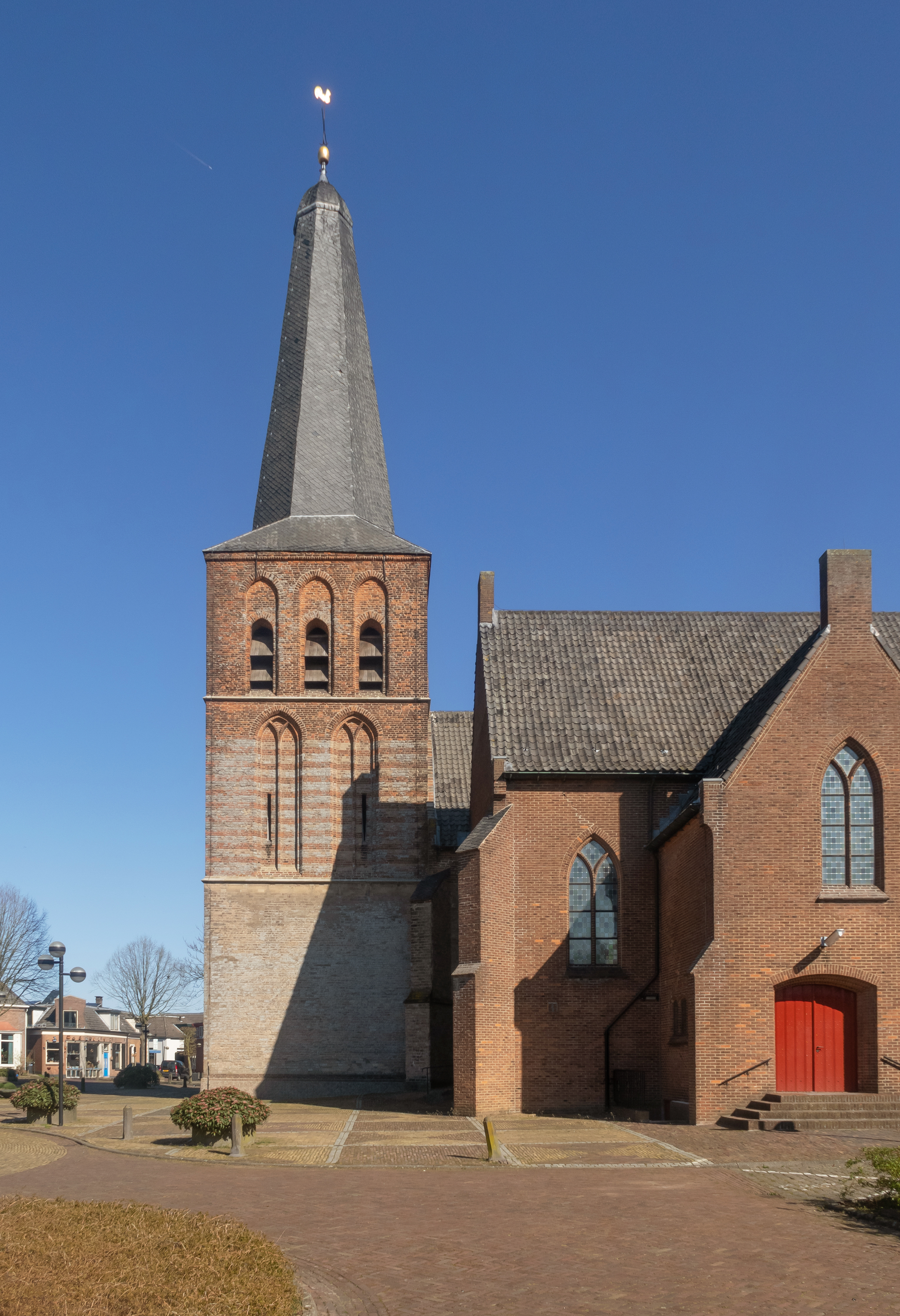
Brummen, toren van de Oude of Sint-Pancratiuskerk
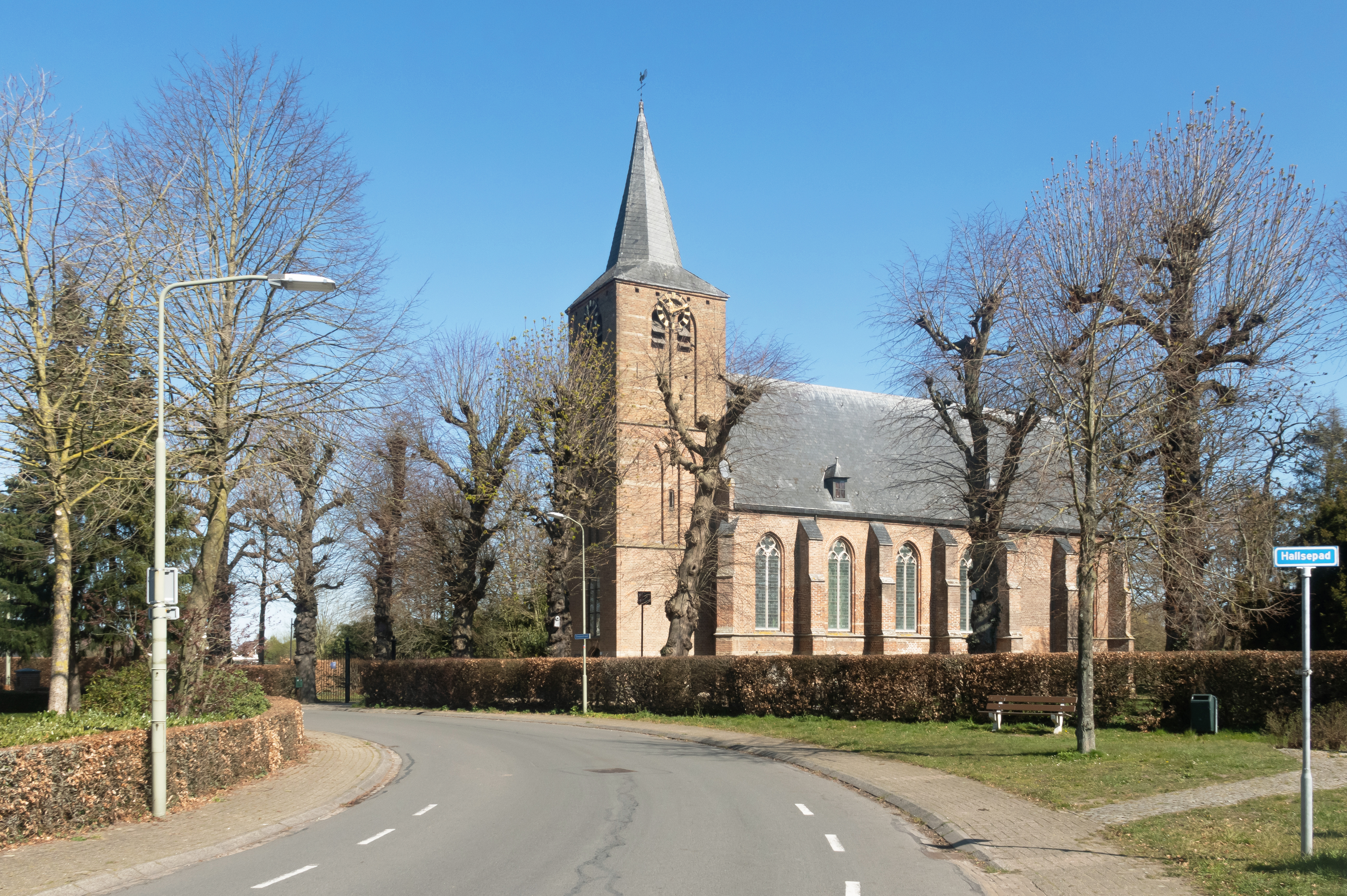
Hall, de Sint Ludgerkerk
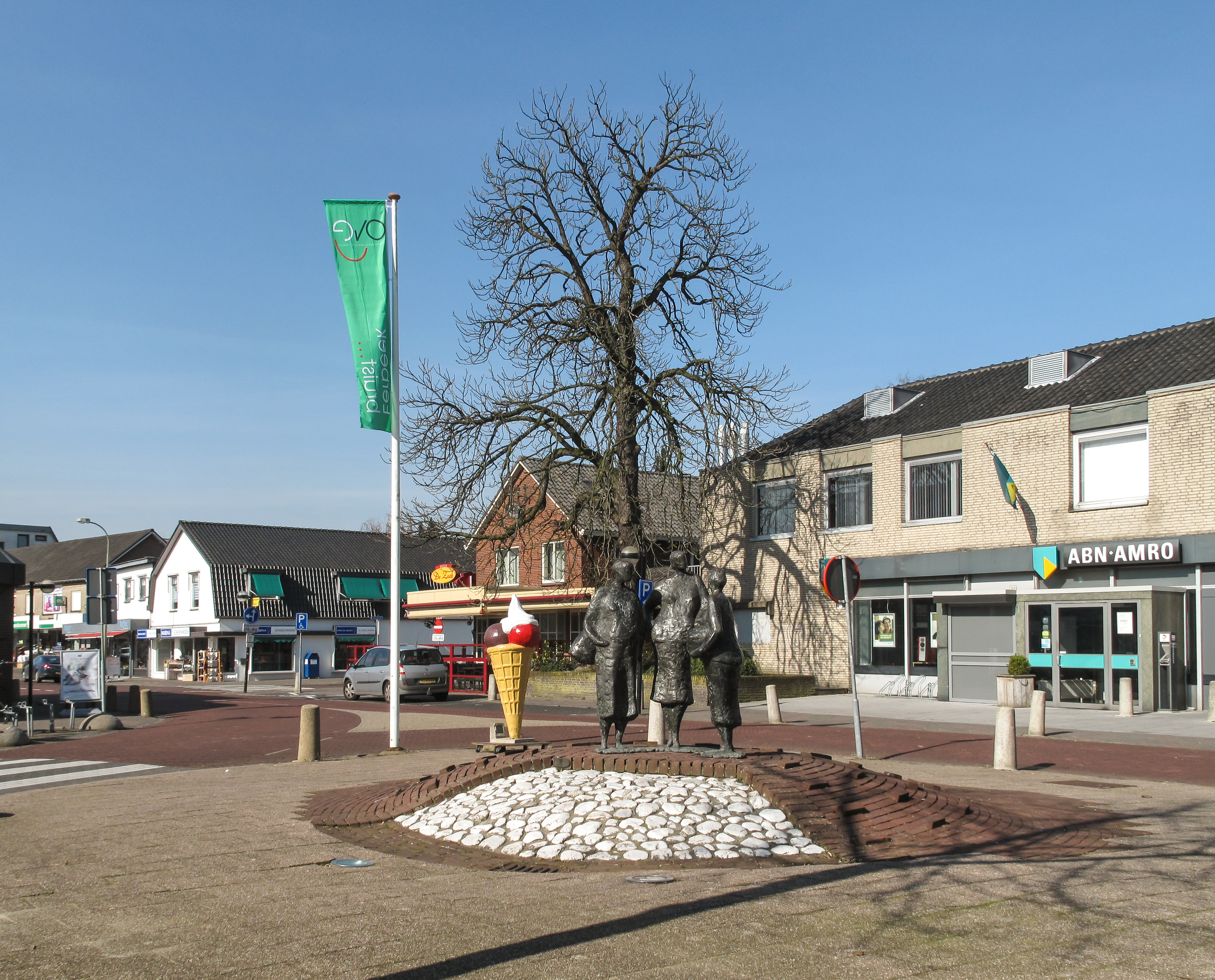
Eerbeek, straatzicht Stuijvenburchstraat
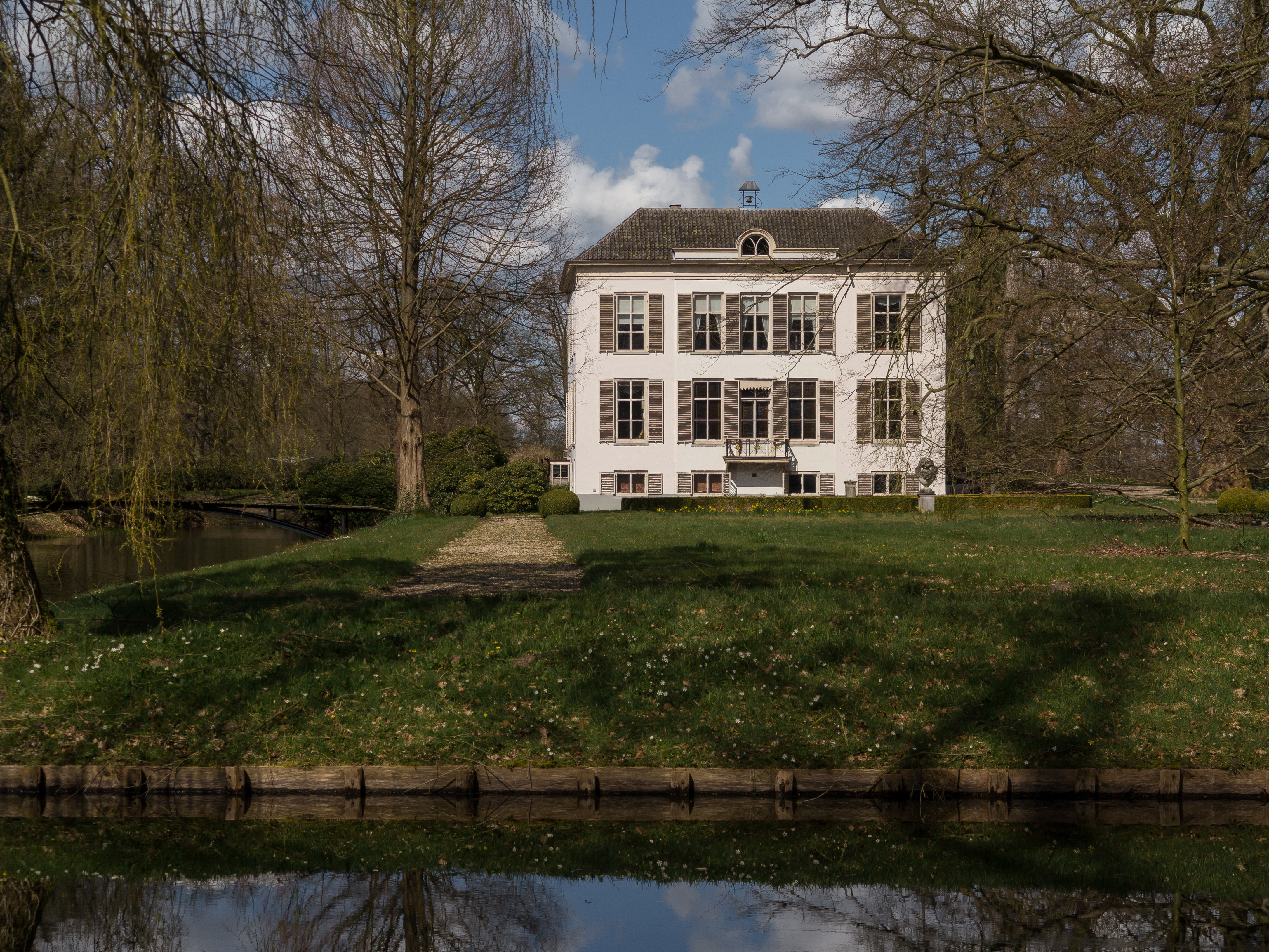
Voorstonden, Huis Voorstonden

## Buitenplaatsen
In de gemeente Brummen ligt een groot aantal buitenplaatsen waarvan de belangrijkste Huize Den Bosch, Groot Engelenburg, Klein Engelenburg, Leusveld, Huis Voorstonden, Reuversweerd, De Rees, Huis te Eerbeek, 't Huis Empe en Spaensweerd zijn. De buitenplaatsen Leusveld en Voorstonden maken deel uit van het Natura 2000-gebied Landgoederen Brummen.

### Monumenten
In de gemeente bevindt zich een aantal rijksmonumenten, gemeentelijke monumenten en oorlogsmonumenten, zie:
- Lijst van rijksmonumenten in Brummen (gemeente)
- Lijst van gemeentelijke monumenten in Brummen
- Lijst van oorlogsmonumenten in Brummen

## Politiek
De gemeenteraad van Brummen bestaat uit 19 zetels. Het huidige college van Brummen bestaat uit D66, PvdA, Lokaal Belang en GroenLinks. 
Hieronder de behaalde zetels per partij bij de gemeenteraadsverkiezingen sinds 1982:
| Gemeenteraadszetels  | Gemeenteraadszetels | Gemeenteraadszetels | Gemeenteraadszetels | Gemeenteraadszetels | Gemeenteraadszetels | Gemeenteraadszetels | Gemeenteraadszetels | Gemeenteraadszetels | Gemeenteraadszetels | Gemeenteraadszetels | Gemeenteraadszetels |
| Partij               | 1982                | 1986                | 1990                | 1994                | 1998                | 2002                | 2006                | 2010                | 2014                | 2018                | 2022                |
| -------------------- | ------------------- | ------------------- | ------------------- | ------------------- | ------------------- | ------------------- | ------------------- | ------------------- | ------------------- | ------------------- | ------------------- |
| Lokaal Belang        | -                   | -                   | -                   | -                   | -                   | -                   | -                   | -                   | 3                   | 4                   | 5                   |
| VVD                  | 4                   | 4                   | 3                   | 4                   | 4                   | 4                   | 3                   | 5                   | 4                   | 4                   | 4                   |
| PvdA                 | 8                   | 10                  | 8                   | 6                   | 7                   | 7                   | 8                   | 5                   | 4                   | 3                   | 3                   |
| GroenLinks           | -                   | -                   | -                   | -                   | -                   | -                   | -                   | -                   | -                   | 3                   | 3                   |
| CDA                  | 5                   | 5                   | 5                   | 4                   | 4                   | 5                   | 3                   | 3                   | 3                   | 3                   | 2                   |
| D66                  | 1                   | -                   | 3                   | 3                   | 1                   | -                   | -                   | -                   | 2                   | 2                   | 2                   |
| Lokale Partij I.P.V. | -                   | -                   | -                   | 2                   | 3                   | 3                   | 5                   | 6                   | 3                   | -                   | -                   |
| Gemeentebelangen     | 1                   | -                   | -                   | -                   | -                   | -                   | -                   | -                   | -                   | -                   | -                   |
| Totaal               | 19                  | 19                  | 19                  | 19                  | 19                  | 19                  | 19                  | 19                  | 19                  | 19                  | 19                  |

## Stedenbanden
- Koriyama (Japan), sinds 25 juni 1988
- Krotoszyn (Polen), sinds 1989

## Aangrenzende gemeenten
| Aangrenzende gemeenten | Aangrenzende gemeenten | Aangrenzende gemeenten | Aangrenzende gemeenten | Aangrenzende gemeenten |
| ---------------------- | ---------------------- | ---------------------- | ---------------------- | ---------------------- |
| Apeldoorn              |                        | Voorst                 |                        | Zutphen                |
|                        |                        |                        |                        |                        |
|                        |                        |                        |                        |                        |
|                        |                        |                        |                        |                        |
| Rozendaal Rheden       |                        |                        |                        | Bronckhorst            |